# 华纳兄弟探索
华纳兄弟探索公司（Warner Bros. Discovery, Inc.）是总部位于美国纽约市曼哈頓中城的一家大众媒体和娱乐綜合企業，由从AT&T剥离出来的華納媒體和探索公司于2022年4月8日合并而成。

## 历史
合并消息于2021年5月16日首次传出，当时彭博新聞社报道称， AT&T正在就合并其旗下的華納媒體和探索公司谈判。
2021年5月17日，AT&T宣布同意出售其在华纳媒体的股权，并将其与探索公司合并以组建一家新公司，该公司需获得监管部门的批准，预计在2022年年中完成。AT&T股东持有新公司股票71%的股权并任命七名董事会成员，探索公司股东持有新公司29%的股权并任命六名董事会成员。此外，AT&T将从分拆中获得430亿美元的现金和债务。
新公司将由探索公司的时任CEO大卫·扎斯拉夫（David Zaslav）领导。2021年6月1日，新的公司名“华纳兄弟探索”公布。
2021年12月22日，该交易获得欧洲联盟委员会批准，2022年2月9日获得美国司法部的批准，2022年3月11日，合并获得探索公司股东的批准。由于合并后的结构以AT&T为主导，它不需要AT&T股东的单独批准。
合并于2022年4月8日正式完成，4月11日新公司开始在纳斯达克交易。
2025年6月9日，华纳兄弟探索宣佈將通過免稅交易拆分爲兩家上市公司，分別由華納兄弟影業、DC影業、新線影業和HBO Max串流服務組成的華納兄弟探索串流媒體及工作室 (WBD Streaming & Studios)和由華納旗下的有線電視頻道及其國際資產，以及探索+（Discovery+）串流服務和美國體育資產包括看台報告（Bleacher Report）組成的華納兄弟探索全球網路 (WBD Global Networks)。預計在2026年中完成